# Ugni selkirkii
Ugni selkirkii är en myrtenväxtart som först beskrevs av William Jackson Hooker och George Arnott Walker Arnott, och fick sitt nu gällande namn av Otto Karl Berg. Ugni selkirkii ingår i släktet Ugni och familjen myrtenväxter. Inga underarter finns listade i Catalogue of Life.